# Farad

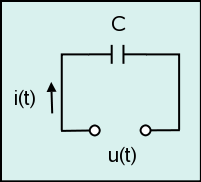
Condensador elétrico ideal, cuja capacidade se expressa em farad.

Farad (símbolo F) é a unidade de capacitância do Sistema Internacional de Unidades (SI). Seu nome foi dado em homenagem ao cientista britânico Michael Faraday (1791 — 1867).

## Definição
Um farad corresponde à capacidade de armazenamento de energia elétrica de um capacitor (português brasileiro) ou condensador (português europeu) ou de um sistema de condutores, entre cujas placas exista uma diferença de potencial elétrico (tensão) de 1 volt (1 V), quando está carregado de uma quantidade de eletricidade igual a um coulomb (1 C).
Reciprocamente, um capacitor bipolar (ou um elemento passivo bipolar qualquer de circuito elétrico) tem a capacitância de um farad se, estando carregado com uma carga de 1 coulomb, apresentar uma diferença de potencial elétrico de 1 volt entre os seus terminais.
A inclusão de "elemento passivo bipolar qualquer" na definição é significativa pelo fato de que, embora se espere idealmente encontrar capacitância apenas no condensador, ocorre que todo e qualquer elemento pode apresentar  propriedade capacitiva - definida como "capacidade de armazenamento de carga elétrica num dado campo elétrico, sob uma dada diferença de potencial elétrico".

## Dimensionais
Sua expressão equivalente em unidades SI mais simples pode ser dada de duas maneiras:
- Como dimensional analítica:

{\displaystyle [{\mbox{C}}]={\mbox{C}}\cdot {\mbox{V}}^{-1}={\mbox{m}}^{-2}\cdot {\mbox{kg}}^{-1}\cdot {\mbox{s}}^{4}\cdot {\mbox{A}}^{2}}
onde:
1. [C] significa (e, portanto, lê-se) "dimensional de C";
2. O "C" que figura entre colchetes ([C]) significa capacitância;
3. O "C" que figura em C.V–1 (C) significa coulomb.

- Como dimensional sintética:

{\displaystyle [{\mbox{C}}]={\mbox{C}}\cdot {\mbox{V}}^{-1}={\mbox{A}}\cdot {\mbox{s}}\cdot {\mbox{V}}^{-1}}
onde:
1. [C] significa (e, portanto, lê-se) "dimensional de C";
2. O "C" que figura entre colchetes ([C]) significa capacitância;
3. O "C" que figura em C.V–1 (C) significa coulomb.

## Generalidades
Já que o farad é uma unidade muito grande, valores de capacitores são geralmente expressos em microfarads (μF), nanofarads (nF), ou picofarads (pF). Como o milifarad é raramente usado na prática, uma capacitância de 4.7×10-3 F, por exemplo, é geralmente escrita como 4 700 μF (embora também possa ser 4,7 mF). Da mesma forma, capacitores de valor menos que 1 μF são geralmente expressos em picofarad. Por exemplo, um capacitor de 0,33 μF pode ser expresso em 330 nF, mas o comum é que ele seja chamado e rotulado como 330k, ou seja, 330 000 picofarads.
Tecnologias modernas têm permitido construir capacitores cujas capacitâncias alcançam a faixa dos quilofarads: são os supercapacitores.
O farad não deve ser confundido com o faraday, uma unidade antiga de carga elétrica, muito utilizada em processos eletroquímicos industriais, e que vale cerca de (96.485,3090 ± 0,000.1) coulombs.
Ao inverso multiplicativo da grandeza capacitância elétrica chama-se elastância elétrica, cuja unidade (não-padrão, não-SI) é o daraf.

## Múltiplos do farad noSI
| Múltiplo | Nome       | Símbolo |  | Submúltiplo | Nome       | Símbolo |
| -------- | ---------- | ------- |  | ----------- | ---------- | ------- |
| 100      | farad      | F       |  |             |            |         |
| 101      | decafarad  | daF     |  | 10–1        | decifarad  | dF      |
| 102      | hectofarad | hF      |  | 10–2        | centifarad | cF      |
| 103      | quilofarad | kF      |  | 10–3        | milifarad  | mF      |
| 106      | megafarad  | MF      |  | 10–6        | microfarad | µF      |
| 109      | gigafarad  | GF      |  | 10–9        | nanofarad  | nF      |
| 1012     | terafarad  | TF      |  | 10–12       | picofarad  | pF      |
| 1015     | petafarad  | PF      |  | 10–15       | femtofarad | fF      |
| 1018     | exafarad   | EF      |  | 10–18       | attofarad  | aF      |
| 1021     | zettafarad | ZF      |  | 10–21       | zeptofarad | zF      |
| 1024     | yottafarad | YF      |  | 10–24       | yoctofarad | yF      |